# 867 Kovacia
Kovacia (asteroide 867) é um asteroide da cintura principal com um diâmetro de 24,04 quilómetros, a 2,6561851 UA. Possui uma excentricidade de 0,1327992 e um período orbital de 1 957,96 dias (5,36 anos).
Kovacia tem uma velocidade orbital média de 17,01858263 km/s e uma inclinação de 5,98406º.
Este asteroide foi descoberto em 25 de Fevereiro de 1917 por Johann Palisa.